# Extraktivismus
Extraktivismus je termín označující proces získávání přírodních zdrojů ze země za účelem prodeje na světových trzích, tedy převážně na export. Procesu se účastní vlády, nadnárodní korporace a místní komunity.

## Historie
Extraktivismus začal ve velké před více než 500 lety při kolonizace Afriky, Ameriky a Asie. Novodobý extraktivismus tak pro odlišení bývá označován jako neoextraktivismus podobně jako neokolonialismus.